# Plamen (film)
Plamen (v originále Die Flamme) je německý němý film z roku 1923, který režíroval Ernst Lubitsch jako svůj poslední film, který natočil v Německu. Film se dochoval jen jako fragment. Snímek měl světovou premiéru 2. dubna 1923.

## Děj
Paříž v 19. století: prostitutka Yvette se setkává s mladým skladatelem Adolphem. Díky vztahu s Yvettou se Adolphovi podaří odpoutat se od přísné matky. Pro Yvette je to  po jeho boku zase vstup do střední třídy. Yvette a Adolphe se vezmou, ale Adolphe netuší, jak si Yvette vydělává peníze. Až Gaston, kterého Yvette dříve odmítla, mu prozradí, že jeho žena je prostitutka.
Adolphe stojí při Yvette, ale Gaston a Adolpheova matka proti ní pokračují v piklích. Adolphe nakonec nedokáže překonat svou výchovu a začít zcela nový život s Yvette a vrací se ke své matce. Yvette spáchá sebevraždu skokem z okna.

## Obsazení
| Pola Negri          | Yvette                    |
| Hilde Wörner        | Louise                    |
| Alfred Abel         | hudebník Gaston           |
| Hermann Thimig      | hudební skladatel Adolphe |
| Jenny Marba         | jeho matka                |
| Frida Richard       | Madame Vasal              |
| Jakob Tiedtke       | Borell                    |
| Max Albert          | novinář                   |
| Ferdinand von Alten | světoběžník               |